# Transformers (giocattoli)
Transformers è una linea di giocattoli, popolarizzati negli anni ottanta da Takara-Tomy e in seguito oggetto di numerosi adattamenti nei vari media, quali fumetti, anime e cinema.

## Storia

### Premesse
Sul finire degli anni settanta, la grande quantità di serie robotiche giapponesi spinse molte ditte a creare linee di giocattoli trasformabili; la Takara (oggi Takara-Tomy) fu tra queste e inserì nella linea Microman dei veicoli o robot trasformabili.
Dopo il successo avuto dai Microman e successivamente dai New Microman/Microchange, la Takara decise di introdurre una seconda linea, in cui era ancora più importante il concetto della trasformazione, ma non collegata alla prima a livello di "trama": nacquero così i modelli Diaclone che, al pari di alcuni prodotti Microman, avevano dei piloti, ma in scala molto minore (alti circa 3 centimetri, chiamati Dianauti nella versione italiana). Inizialmente i giocattoli della serie Diaclone furono importati in Italia dalla GiG o sotto il marchio Diaclone stesso, ma le ultime versioni (la linea car-robot, che costituirà la base per molti dei Transformers appartenenti agli Autobot) vennero già importate con il marchio Trasformer (senza la "n" né la "s"): le primissime confezioni includevano ancora i Dianauti, poi rimossi, e dei riferimenti alla serie Diaclone sulle confezioni stesse, ma nella maggior parte dei casi avevano già i colori e gli adesivi della serie Transformers. Inoltre, a differenza degli originali giapponesi, i missili sparanti erano sostituiti, secondo le norme per i giocattoli dell'epoca, con grossi proiettili dalla testa in gomma, detti "a fungo". Nella serie "Trasformer", la Gig distribuirà anche dei giocattoli della serie Microman, sottoserie Microchange, che non verranno poi inclusi tra i Transformers (per esempio, i lucchetti ed il binocolo trasformabili).
Negli Stati Uniti, la collezione attira una nota ditta, la Hasbro (già in ascesa dopo la produzione della linea GI Joe: A Real American Hero), e le due società si mettono d'accordo; va infatti ricordato come le due società fossero già in collaborazione, dato che proprio Microman derivava dalla licenza Hasbro dei G. I. Joe.
Ognuna avrà l'esclusiva dei prodotti dell'altra nei rispettivi mercati (Asia e America-Europa); vengono scelti un grosso numero di modelli, moltissimi da Diaclone, diversi da Microman, e qualcuno da altre piccole ditte inglobate dal colosso giapponese. I piloti umani spariscono, lasciando l'idea dei robot senzienti, vengono create due fazioni di "buoni" e "cattivi" ed il nome viene cambiato in Transformers.
È il 1984, è la nascita della collezione poi ribattezzata Generation 1 o G1. Ai giapponesi viene inoltre affidata la serie animata sotto sceneggiatura di Shozo Ueara e Keisuke Fujikawa.
Nei primi Transformers erano presenti sia modelli della linea Diaclone (soprattutto il sottogruppo "Car Robots", che diverrà il primo gruppo di Autobot), sia di Microman (per esempio erano Microman la versione G1 di Megatron, di Soundwave/Memor con le sue cassette trasformabili, e Perceptor/Supervista), sia alcuni prodotti di aziende differenti dalla Takara. Tra i prodotti non Takara vi erano:
- due robot trasformabili (divenuti Deluxe Autobot) provenienti dalla serie Tokusō kihei Dorvack e prodotti dalla Takatoku, Ovelon Gazzette divenuto Whirl e Mugen Calibur divenuto Roadbuster, entrambi con il design studiato da Shōji Kawamori
- quattro robot-insetti della serie Kikō Chūtai Beetras, sempre della Takatoku che diverranno i Deluxe Insecticons
- il caccia VF-1S Valkyrie con armatura, della serie Macross/Robotech, che diverrà Jetfire/Skyfire, sempre con il mecha design di Shoji Kawamori. Per evitare problemi legali e non fare pubblicità indiretta alla concorrente Bandai (che nel frattempo aveva acquisito la Takatoku e stava commercializzando i giocattoli relativi a Robotech), la Hasbro cambiò sia la forma che il nome del personaggio nel cartone animato (il nome divenne Skyfire, Aquila nella versione italiana) e lo stesso non fu più presente negli episodi successivi alla prima stagione della serie animata.[1] La Takara d'altro canto, al contrario della Hasbro con gli USA, non poteva commercializzare il giocattolo sul territorio giapponese, non avendone i diritti, per cui la presenza del personaggio nella serie animata non aveva senso da un punto di vista "pubblicitario" relativo al mercato nipponico.
- il modello di Shockwave (Brutal nella versione italiana) derivava da una pistola spaziale trasformabile della ToyCo, chiamata Astromagnum
- il modello di Omega Supreme (Megarobot nella versione italiana) derivava da Mechabot-1 della Toybox
- il modello di Sky Lynx (Argon nella versione italiana), pur non avendo avuto apparentemente altre commercializzazioni oltre a quella come Tranformers, è prodotto dalla Toybox (nel 1986) e non dalla Takara

La controversia su Jetfire/Skyfire ha un seguito quasi venti anni più tardi: dalla fine degli anni 90, la Hasbro dà il permesso ai fan club di creare modelli esclusivi per le convention dedicate ai giocattoli; si tratta di un evento ormai fisso, atteso ogni anno da molti fan; oltre alle convention riservate ai soli Transformers come il TFCC o il BotCon (ma anche quelle dei G.I. Joe, come il JoeCon o il GJCC), ve ne sono altre più generali, tra cui la famosa SDCC (San Diego Comic Convention), tra le più frequentate degli Stati Uniti. Per l'occasione, vengono creati alcuni pezzi ottenuti riutilizzando parti e modelli ufficiali della Hasbro con alcune modifiche; nel 2013, il tema è G.I. Joe vs Transformers, e il fanclub commissiona un jet Skystriker colorato secondo lo stesso schema di G1 Jetfire. La Harmony Gold, che detiene in America tutti i diritti della serie tv Robotech (e per estensione di Macross, che ne compone il primo segmento) stila una citazione legale e fa causa alla Hasbro, sostenendo che la rivale sfrutti il nome e l'immagine di un loro marchio registrato; nel documento, Harmony Gold chiede al tribunale di obbligare Hasbro a:
- 1) ritirare dal mercato i pezzi non ancora venduti ai distributori
- 2) ritirare quelli già venduti, sia ai distributori che agli acquirenti finali
- 3) risarcire la controparte coprendo i guadagni ottenuti, le spese legali, i danni, e pagando una forte multa allo scopo di scoraggiare da parte di chiunque il ripetersi dell'accaduto.

Tra la fine di settembre e i primi di ottobre dello stesso anno, la causa viene ritirata, poiché le due società hanno raggiunto un accordo fuori dall'aula del tribunale; non se ne conoscono i termini.

### Generation 1 (1984 - 1991)
Viene importata in Giappone e Europa, ma ne fanno parte anche personaggi esclusivi nipponici legati alle serie TV Headmasters, Masterforce (Pretenders in Italia), Victory e Zone, oltre alle serie, mai prodotte ed esistenti solo tramite poche tavole uscite nei fumetti giapponesi, Battlestars e Operation Combination.
Dal 2000, dopo il ritorno alla ribalta dei Transformers, verranno riprodotte, ricolorate e rimodellate numerose versioni dei vecchi pezzi americani e asiatici.

#### Action figure statunitensi
Questo è un elenco (probabilmente incompleto) delle action figure vendute negli USA, compresi gli Headmaster, i Targetmaster, i Micromaster, i decoy (piccoli modellini non trasformabili e non dipinti) e gli Actionmaster (non trasformabili ma dotati di armi che invece si possono trasformare).
- Abominus - Decepticon Gestalt Warrior
- Afterburner - Autobot Gunner
- Air Raid - Autobot Warrior
- Airwave - Decepticon Aerial Defense
- Apeface - Decepticon Saboteur
- Astrotrain - Decepticon Military Transport
- Astrotrain - Decepticon #38
- Axer - Decepticon Bounty Hunter
- Backstreet - Autobot Lookout
- Banzai-Tron - Decepticon Martial Arts Warrior
- Barrage - Autobot Interstellar Defense
- Barrage - Decepticon Gunner
- Barricade - Decepticon Mobile Assault
- Battletrap - Decepticon Assault Team
- Beachcomber - Autobot Geologist
- Beastbox - Decepticon Interrogator
- Big Daddy - Autobot Highway Reconnaissance
- Big Hauler - Autobot Ground Transport
- Big Shot - Autobot Rapid Deployment Strike Force
- Birdbrain - Decepticon Aerial Attack Trooper
- Blackjack - Decepticon Advance Assault
- Blackout - Decepticon Ground Infantry
- Blades - Autobot Air Support
- Blast Master - Autobot Interstellar Defense
- Blast Off - Decepticon Space Warrior
- Blaster - Autobot Communications
- Blaster - Autobot Decoy #29
- Blaster (Action Master) - Autobot Communications
- Blaze Master - Autobot Air Defense
- Blitzwing - Decepticon Ground and Air Commander
- Blitzwing - Decepticon Decoy #37
- Blot - Decepticon Foot Soldier
- Bludgeon - Decepticon Electric Warrior
- Bluestreak - Autobot Gunner
- Bluestreak - Autobot Decoy #23
- Blurr - Autobot Data Courier
- Blurr (Targetmaster) - Autobot Data Courier
- Bomb-Burst - Decepticon Predator
- Bombshell - Decepticon Psychological Warfare
- Bombshell - Decepticon Decoy #41
- Bombshell (Action Master) - Decepticon Psychological Warfare
- Bombshock - Decepticon Front Line Assault
- Bonecrusher - Decepticon Demolitions
- Bonecrusher - Decepticon Decoy #44
- Brainstorm - Autobot Biomechanical Engineer
- Brawl - Decepticon Ground Assault
- Brawn - Autobot Demolitions
- Brawn - Autobot Decoy #24
- Breakdown - Decepticon Scout
- Bristleback - Decepticon Ground Assault
- Broadside - Autobot Air & Sea Assault
- Bruticus - Decepticon Super Warrior
- Buggy Type - Autobot Minispy
- Buggy Type - Decepticon Minispy
- Bugly - Decepticon Strategist
- Bumblebee - Autobot Espionage
- Bumblebee - Autobot Decoy #26
- Bumblebee (Pretender)- Autobot Espionage
- Bumblebee (Action Master) - Autobot Espionage
- Bumper - Autobot
- Buzzsaw - Decepticon Spy
- Calcar - Decepticon Battle Analyst
- Camshaft - Autobot Scout
- Camaro - Autobot
- Carnivac - Decepticon Hunter / Tracker
- Carrera - Autobot
- Catilla - Autobot Surveillance
- Cement-Head - Decepticon Demolitions
- Chainclaw - Autobot Ground Trooper
- Charger - Decepticon Flame-Thrower
- Chase - Autobot Scout
- Chop Shop - Decepticon Thief
- Chromedome - Autobot Computer Programmer
- Cindersaur - Decepticon Firestorm Trooper
- Circuit - Autobot Messenger
- Cliffjumper - Autobot Warrior
- Cliffjumper - Autobot Decoy #28
- Cloudburst - Autobot Space Defense
- Cloudraker - Autobot Sky Fighter
- Computron - Autobot Super Warrior
- Cosmos - Autobot Reconnaissance & Communications
- Countdown - Autobot Aerospace Commander
- Crankcase - Decepticon Data Collector
- Crossblades - Autobot Ground Reinforcement
- Crosshairs - Autobot Weapons Supervisor
- Crumble - Autobot Ground Reinforcement
- Cutthroat - Decepticon Shock Trooper
- Cyclonus - Decepticon Saboteur
- Cyclonus (Targetmaster) - Decepticon Saboteur
- Darkwing - Decepticon Aerial Assault
- Dead End - Decepticon Warrior
- Defensor - Autobot Super Warrior
- Detour - Decepticon Advance Assault
- Devastator - Decepticon Warrior
- Devastator - Decepticon Decoy #48
- Devastator (Action Master) - Decepticon Warrior
- Direct-Hit - Decepticon Aerial Counterattack
- Dirge - Decepticon Warrior
- Divebomb - Decepticon Aerial Assault
- Dogfight - Autobot Aerial Combat
- Doublecross - Autobot Supply Procurer
- Doubledealer - Decepticon Mercenary
- Doubleheader - Autobot Surveillance
- Downshift - Autobot Security Agent
- Drag Strip - Decepticon Warrior
- Dreadwind - Decepticon Air Defense
- Drill Dasher - Autobot Multi-function Specialist
- Dropshot - Decepticon Front Line Assault
- Eagle Eye - Autobot Air Defense
- Eject - Autobot Electronic Surveillance
- Erector - Autobot Construction Engineer
- Excavator - Decepticon Battlefield Fortification
- 4WD Type - Autobot Minispy
- 4WD Type - Decepticon Minispy
- F-1 Dasher - Autobot Multi-function Specialist
- Fastlane - Autobot Warrior
- Fangry - Decepticon Tracker
- Finback - Decepticon Naval Assault
- Fireflight - Autobot Reconnaissance
- Fireshot - Decepticon Aerial Counterattack
- First Aid - Autobot Doctor
- Fixit - Autobot Search & Rescue
- Fizzle - Autobot Military Strategist
- Flak - Autobot Rapid Deployment Strike Force
- Flamefeather- Decepticon Warrior
- Flattop - Decepticon Naval Warfare
- Fortress Maximus - Autobot Headmaster Leader
- Flywheels - Decepticon Assault Team
- Free Wheeler - Autobot Reconnaisance
- Freeway - Autobot Saboteur
- Frenzy - Decepticon Warrior
- Frenzy - Decepticon Decoy #50
- Full-Barrel - Autobot Regional Ground/Air Defense
- Fx-1 Type - Autobot Minispy
- Fx-1 Type - Decepticon Minispy
- Galvatron - Decepticon City Commander
- Gears - Autobot Transport, Reconnaissance
- Getaway - Autobot Warrior
- Gnaw - Decepticon Assault Sentry
- Goldbug - Autobot Espionage Director
- Grand Slam - Autobot Audio Correspondent
- Grapple - Autobot Architect
- Grapple - Autobot Decoy #9
- Greasepit - Decepticon Fuel Depot
- Greaser - Autobot Highway Reconnaissance
- Grimlock - Autobot Dinobot Commander
- Grimlock - Autobot Decoy #1
- Grimlock (Pretender) - Autobot Lieutenant Commander
- Grimlock (Action Master) - Autobot Dinobot Commander
- Grit - Decepticon Battlefield Fortification
- Groove - Autobot Scout
- Grotusque - Autobot Military Strategist
- Ground Hog - Decepticon Mobile Assault
- Groundbreaker - Autobot Ground Trooper
- Groundpounder - Autobot Ground Reinforcement
- Groundshaker - Autobot Field Commander
- Growl - Decepticon Front Line Assault
- Gunrunner - Autobot Squadron Leader
- Gusher - Autobot Ground Defense and Counterattack
- Gutcruncher - Decepticon Air-to-Ground Support
- Guzzle - Autobot Espionage
- Half-Track - Decepticon Aerial Counterattack
- Hammer - Decepticon Battlefield Fortification
- Hardhead - Autobot Ground Assault
- Headstrong - Decepticon Ground Assault
- Heave - Autobot Interstellar Defense
- Heavy Tread - Autobot Ground Transport
- Highbrow - Autobot Electronic Warfare
- Highjump - Autobot Covert Activities
- Hoist - Autobot Maintenance
- Hoist - Autobot Decoy #21
- Hook - Decepticon Surgical Engineer
- Hook - Decepticon Decoy #42
- Horri-Bull - Decepticon Ground Trooper
- Hosehead - Autobot Emergency Rescue
- Hot House - Autobot Long Range Defense
- Hot Rod - Autobot Cavalier
- Hot Rod (Targetmaster) - Autobot Cavalier
- Hotspot - Autobot Protectobot Leader
- Hound - Autobot Scout
- Hound - Autobot Decoy #17
- Hubcap - Autobot Communications
- Hubs - Autobot Highway Reconnaissance
- Huffer - Autobot Construction Engineer
- Huffer - Autobot Decoy #27
- Hun-Grrr - Decepticon Terrorcon Leader
- Hydraulic - Autobot Ground Transport
- Hyperdrive - Decepticon Advance Assault
- Icepick - Decepticon Demolitions
- Iguanus - Decepticon Terror Trooper
- Inferno - Autobot Search & Rescue
- Inferno - Autobot Decoy #14
- Inferno (Action Master) - Autobot Search & Rescue
- Ironhide - Autobot Security
- Ironhide - Autobot Decoy #7
- Ironworks - Autobot Communications Bay
- Jackpot - Autobot Strategist
- Jazz - Autobot Special Operations Agent
- Jazz - Autobot Decoy #13
- Jazz (Pretender) - Autobot Special Operations / Saboteur
- Jazz (Action Master) - Autobot Special Operations
- Jetfire - Autobot Air Guardian
- Jipe - Decepticon
- Joyride -Autobot Warrior
- Kick-Off - Autobot Security Expert
- Kickback - Decepticon Espionage
- Kickback - Decepticon Decoy #39
- Knockout - Decepticon Battlefield Fortification
- Krok - Decepticon Foot Soldier
- Kup - Autobot Warrior
- Kup (Targetmaster) - Autobot Warrior
- Landfill - Autobot Materials Transport
- Landmine - Autobot Asteroid Miner
- Laserbeak - Decepticon Interrogation
- Lightspeed - Autobot Data Processor
- Long Haul - Decepticon Transport
- Long Haul - Decepticon Decoy #45
- Longtooth - Autobot Undersea Defense
- Mainframe - Autobot Systems Analyst
- Mazda Type - Autobot Minispy
- Mazda Type - Decepticon Minispy
- Megatron - Decepticon Leader
- Megatron - Decepticon Decoy #32
- Megatron (Action Master) - Decepticon Leader
- Meltdown - Decepticon Aerial Counterattack
- Menasor - Decepticon Super Warrior
- Metroplex - Autobot Battle Station
- Mindwipe - Decepticon Hypnotist
- Mirage - Autobot Spy
- Mirage - Autobot Decoy #20
- Misfire - Decepticon Interceptor
- Missile Master - Autobot Interstellar Defense
- Mixmaster - Decepticon Materials Fabrication
- Mixmaster - Decepticon Decoy #46
- Monstructor - Decepticon Super Warrior
- Moonrock - Autobot Interstellar Defense
- Motorhead - Decepticon Mobile Assault
- Motormaster - Decepticon Stunticon Leader
- Mudslinger - Autobot Covert Activities
- Nautilator - Decepticon Underwater Excavations
- Needlenose - Decepticon Aerial Warrior
- Neutro - Autobot Ground Reinforcement
- Nightbeat - Autobot Detective
- Nightflight - Decepticon Espionage
- Nosecone - Autobot Assault Vehicle
- Octane - Decepticon Fueler
- Octopunch - Decepticon Salvage
- Oiler - Autobot Urban Protection
- Omega Spreem - Autobot Defense Base
- Omega Supreme - Autobot Defense Base
- Onslaught - Decepticon Combaticon Leader
- Optimus Prime - Autobot Commander
- Optimus Prime - Autobot Decoy #31
- Optimus Prime (Powermaster) - Autobot Leader
- Optimus Prime (Action Master) - Autobot Commander
- Outback - Autobot Gunner
- Over-Run - Autobot Air Defense
- Overbite - Decepticon Undersea Terminator
- Overdrive - Autobot Strategist
- Overflow - Autobot Regional Ground/Air Defense
- Overkill - Decepticon Warrior
- Overload - Autobot Troop Transport
- Override - Autobot Scout
- Perceptor - Autobot Scientist
- Perceptor - Autobot Decoy #30
- Phaser - Autobot Interstellar Defense
- Pincher - Autobot Chemical Engineer
- Pipeline - Autobot Ground Defense and Counterattack
- Pipes - Autobot Warrior
- Piranacon - Decepticon Undersea Warrior
- Pointblank - Autobot Enforcer
- Pounce - Decepticon Infiltrator
- Power Punch - Decepticon Aerial Counterattack
- Power Run - Autobot Urban Protection
- Powerflash - Autobot Infantryman
- Powerglide - Autobot Warrior
- Powertrain - Autobot Covert Activities
- Predaking - Decepticon Warrior
- Prowl - Autobot Military Strategist
- Prowl - Autobot Decoy #19
- Prowl (Action Master) - Autobot Military Strategist
- Punch - Autobot Double Agent
- Quake - Decepticon Ground Assault
- Quickmix - Autobot Chemist
- Quickswitch - Autobot Assault Warrior
- Rad - Autobot Aerospace Engineer
- Radio AM Robot - Autobot
- Raindance - Autobot Video Correspondent
- Ramhorn - Autobot Warrior
- Ramjet - Decepticon Warrior
- Rampage - Decepticon Gunner
- Ransack - Decepticon Warrior
- Ratbat - Decepticon Fuel Scout
- Ratchet - Autobot Medic
- Ratchet - Autobot Decoy #6
- Ravage - Decepticon Saboteur
- Ravage - Decepticon Decoy #49
- Razorclaw - Decepticon Predacon Commander
- Red Alert - Autobot Security Director
- Red Alert - Autobot Decoy #16
- Red Hot - Autobot Search & Rescue
- Reflector - Decepticon Decoy #52
- Repugnus - Autobot Counter-Intelligence
- Retro - Autobot Long Range Defense
- Rewind - Autobot Archivist
- Rippersnapper - Decepticon Terrorist
- Road Hugger - Decepticon Advance Assault
- Roadblock - Decepticon Ground Forces Commander
- Roadburner - Autobot Urban Protection
- Roadbuster - Autobot Ground Assault Commander
- Roadhandler - Autobot Reconnaisance
- Roadgrabber - Decepticon Gunner
- Robot-Man-X - Decepticon
- Rodimus Prime - Autobot Protector
- Rollbar - Autobot Tracker
- Roller Force - Decepticon Mobile Assault
- Rollout - Autobot Covert Operations
- Roughstuff - Decepticon Aerial Defense
- Ruckus - Decepticon Combat Assault
- Rumble - Decepticon Demolitions
- Rumbler - Autobot Front Line Defense
- Runabout - Decepticon Shock Trooper
- Runamuck - Decepticon Shock Trooper
- Salt-Man Z - Autobot
- Sandstorm - Autobot Reconnaissance
- Scattershot - Autobot Technobot Leader
- Scavenger - Decepticon Mining and Salvage
- Scavenger - Decepticon Decoy #43
- Scoop - Autobot Field Infantry
- Scorponok - Decepticon Headmaster Commander
- Scourge - Decepticon Sweep Leader
- Scourge (Targetmaster) - Decepticon Tracker
- Scowl - Decepticon Sonic Saboteur
- Scrapper - Decepticon Demolitions
- Scrapper - Decepticon Decoy #47
- Searchlight - Autobot Surveillance
- Seaspray - Autobot Naval Defense
- Seawatch - Autobot Search & Rescue
- Seawing - Decepticon Undersea Reconnaissance
- Sedan - Autobot
- Shockwave - Decepticon Military Operations Commander
- Shockwave - Decepticon Decoy #51
- Shrapnel - Decepticon Electronic Warfare
- Shrapnel - Decepticon Decoy #40
- Sideswipe - Autobot Warrior
- Sideswipe - Autobot Decoy #18
- Sideswipe (Action Master) - Autobot Warrior
- Sidetrack - Autobot Rapid Deployment Strike Force
- Silverbolt - Autobot Aerialbot Leader
- Sinnertwin - Decepticon Sentry
- Siren - Autobot Incendiary Damage Control
- Sixshot - Decepticon Solo Transformer Assault Group
- Sizzle - Autobot Interceptor
- Skalor - Decepticon Amphibious Assault
- Skids - Autobot Theoretician
- Skids - Autobot Decoy #12
- Skullcruncher - Decepticon Swamp Warrior
- Skullgrin - Decepticon Siege Warrior
- Sky Dasher - Autobot Multi-function Specialist
- Sky High - Autobot Scout
- Sky High (Micromaster) - Autobot Air Defense
- Sky Lynx - Autobot Lieutenant Commander
- Skydive - Autobot Air Warfare Specialist
- Skyfall - Autobot Weapons Engineer
- Skyhammer - Autobot Ground and Air Assault
- Skyhopper - Decepticon Aerial Assault Commander
- Skywarp - Decepticon Warrior
- Skywarp - Decepticon Decoy #33
- Slag - Autobot Flamethrower
- Slag - Autobot Decoy #5
- Slamdance - Autobot
- Slapdash - Autobot Interceptor
- Sledge - Decepticon Battlefield Fortification
- Slide - Autobot Urban Protection
- Slicer - Decepticon Massive Assault Specialist
- Slingshot - Autobot Ground Troop Support
- Slog - Decepticon Combat Artist
- Slow Poke - Autobot Ground Transport
- Sludge - Autobot Jungle Warrior, Demolitions
- Sludge - Autobot Decoy #4
- Slugfest - Decepticon Messenger
- Slugslinger - Decepticon Air Defense
- Smokescreen - Autobot Diversionary Tactician
- Smokescreen - Autobot Decoy #8
- Snapdragon - Decepticon Interceptor
- Snaptrap - Decepticon Seacon Leader
- Snarl - Autobot Desert Warrior
- Snarl - Autobot Decoy #2
- Snarl (Action Master) - Autobot Desert Warrior
- Snarler - Decepticon Assault Warrior
- Soundwave - Decepticon Communications
- Soundwave - Decepticon Decoy #36
- Soundwave (Action Master) - Decepticon Communications
- Spaceshot - Decepticon Ground Infantry
- Sparkstalker - Decepticon Cryptologist
- Spectro - Decepticon Reconnaissance
- Spinister - Decepticon Aerial Assault
- Splashdown - Autobot Naval Commander
- Springer - Autobot Aerial Defense
- Sprocket - Autobot Surface Survelliance
- Spyglass - Decepticon Reconnaissance
- Squawkbox - Decepticon
- Squawktalk - Decepticon Translator
- Squeezeplay - Decepticon Saboteur
- Stakeout - Autobot Search & Rescue
- Starscream - Decepticon Air Commander
- Starscream - Decepticon Decoy #35
- Starscream (Pretender) - Decepticon Aerospace Commander
- Starscream (Action Master) - Decepticon Ground Assault
- Steeljaw - Autobot Tracker
- Stonecruncher - Decepticon Battlefield Fortification
- Storm Cloud - Decepticon Espionage
- Strafe - Autobot Aerial Gunner
- Stranglehold - Decepticon Enforcer
- Streetwise - Autobot Interceptor
- Strikedown - Autobot Urban Protection
- Submarauder - Decepticon Undersea Warfare
- Sunrunner - Autobot Rapid Deployment Strike Force
- Sunstreaker - Autobot Warrior
- Sunstreaker - Autobot Decoy #11
- Superion - Autobot Air Warrior
- Sureshot - Autobot Sharpshooter
- Surge - Autobot Long Range Defense
- Swerve - Autobot Metallurgist
- Swindle - Decepticon Munitions Expert
- Swindler - Autobot Reconnaisance
- Swoop - Autobot Dinobot Bombardier
- Swoop - Autobot Decoy #3
- Tailspin - Autobot Reconnaisance
- Tailwind - Decepticon Espionage
- Take-Off - Decepticon Aerial Recon
- Takedown - Autobot Ground Reinforcement
- Tentakil - Decepticon Underwater Demolition
- Terror-Tread - Decepticon Demolitions
- Thrust - Decepticon Warrior
- Thundercracker - Decepticon Warrior
- Thundercracker - Decepticon Decoy #34
- Thundercracker (Action Master) - Decepticon Warrior
- Thunderwing - Decepticon Aerial Espionage
- Topspin - Autobot Land & Sea Assault
- Tote - Autobot Covert Activities
- Tracer - Decepticon Front Line Assault
- Tracks - Autobot Warrior
- Tracks - Autobot Decoy #15
- Tracks (Action Master) - Autobot Warrior
- Trailbreaker - Autobot Defensive Strategist
- Trailbreaker - Autobot Decoy #10
- Tread Bolt - Autobot Air Defense
- Treadshot - Decepticon Gunslinger
- Triggerhappy - Decepticon Gunner
- Trip-Up - Autobot Highway Reconnaissance
- Trypticon - Decepticon Assault Base
- Turbo Master - Decepticon Aerial Marauder
- Twin Twist - Autobot Demolitions
- Ultra Magnus - Autobot City Commander
- Vanquish - Decepticon Aerial Counterattack
- Venom - Decepticon Psychological Warfare
- Viewfinder - Decepticon Reconnaissance
- Volks - Autobot
- Vortex - Decepticon Interrogation
- Vroom - Autobot Saboteur
- Warpath - Autobot Warrior
- Waverider - Autobot Naval Warfare
- Weirdwolf - Decepticon Tracker
- Wheel Blaze - Autobot Urban Protection
- Wheelie - Autobot Survivalist
- Wheeljack - Autobot Mechanical Engineer
- Wheeljack - Autobot Decoy #22
- Wheeljack (Actionmaster) - Autobot Tactical Diversion
- Whirl - Autobot Aerial Assault
- Whisper - Decepticon Espionage
- Wideload - Autobot Materials Transport
- Wildfly - Decepticon Aerial Assault
- Wildrider - Decepticon Terrorist
- Windcharger - Autobot Warrior
- Windcharger - Autobot Decoy #25
- Windmill - Autobot Air Defense
- Windsweeper - Decepticon Air Defense
- Wingspan - Decepticon Data Processor
- Wreck-Gar - Autobot Junkion Leader

#### Action figure giapponesi
Seguono altri pezzi esclusivi del Giappone (dove, ricordiamo, Autobot e Maximal sono chiamati Cybertron, mentre Decepticon e Predacon sono ribattezzati Destron).
da Transformers Headmasters
- Artfire - Cybertron Sniper
- Decibel - Cybertron Information Gestalt Warrior
- Dial - Cybertron Energy Resource Scout
- Getsuei - Cybertron Night Fighter
- Graphy - Cybertron Aerial Intelligence
- Kaen - Cybertron Heavy Mobile Fighter
- Kaku - Cybertron
- Legout - Cybertron Information Gestalt Warrior
- Lione - Cybertron
- Loafer - Cybertron
- Noise - Cybertron Forest Investigation
- Raiden - Cybertron Heavy Series-Linked Gestalt Warrior
- Rodney - Cybertron
- Seizan - Cybertron Mountain Fighter
- Shouki - Cybertron Light-Speed Commander
- Shuffler - Cybertron
- Soundblaster - Destron Intelligence Officer
- Stepper - Cybertron Multi-Shot Man
- Suiken - Cybertron Plains Warrior
- Trizer - Cybertron
- Twincast - Cybertron Communications
- Yukikaze - Cybertron Heavy Snow Fighter
- Zaur - Cybertron

da Transformers Masterforce
- Aquastar - Cybertron
- Black Zarak - Destron Dark Emperor
- Browning - Destron Gunman
- Bullet - Cybertron
- Buster - Destron Space Aviator
- Doubleclouder - Cybertron Special Assault
- Go Shooter - Cybertron Rescue Commander
- God Ginrai - Cybertron Supreme Commander
- Godbomber - Cybertron Armored Warrior
- Grand Maximus - Cybertron Solar System Commander
- Guzzle - Destron Fire Assault
- Hardspark - Cybertron Fire Warrior
- Hotspark - Cybertron Fire Assault
- Hydra - Destron Space Aviation Officer
- Javil - Destron Fire Destruction
- Metalhawk - Cybertron Space Commander
- Minerva - Cybertron First Aid Care
- Overlord - Destron Ambassador of Destruction
- Ranger - Cybertron Ground Defense
- Sixknight - Cybertron Ninja Knight
- Super Ginrai - Cybertron Supreme Commander
- Zetoca - Cybertron

da Transformers Victory
- Black Shadow - Destron Space Mafia
- Blacker - Cybertron Assistant Commander Knight
- Blue Bacchus - Destron Space Gunman
- Braver - Cybertron Strategist Knight
- Dash - Cybertron
- Dashtacker - Cybertron Land Warrior
- Deathsaurus - Destron Emperor of Destruction
- Dinoking - Destron Dinosaur Gestalt Warrior
- Doryu - Destron Land Soldier
- Drillhorn - Destron Strategist
- Gaihawk - Destron Aviation Soldier
- Gairyu - Destron Defense Soldier
- Galaxy Shuttle - Cybertron Interstellar Transport Warrior
- Goryu - Destron Commander
- Great Shot - Cybertron Covert Combat
- Hellbat - Destron Spy
- Jaruga - Destron Cybernetics Soldier
- Kakuryu - Destron Strike Soldier
- Killbison - Destron Military Engineering
- Landcross - Cybertron Multi Gestalt Warrior
- Laster - Cybertron Skill Knight
- Leozak - Destron Assistant Assault Commander
- Liokaiser - Destron Heavy Mobile Gestalt
- Mach - Cybertron
- Mach Tackle - Cybertron Air/Land Warrior
- Rairyu - Destron Sea-Devil Soldier
- Road Caesar - Cybertron Three-Gun Gestalt Knight
- Star Saber - Cybertron Supreme Commander
- Tacker - Cybertron
- Tackle - Cybertron
- Victory Leo - Cybertron Armored Warrior
- Victory Saber - Cybertron Ultimate Supreme Commander
- Waver - Cybertron
- Wing - Cybertron
- Wing Waver - Cybertron Leader
- Yokuryu - Destron Light-Speed Soldier

### Spin off
I Battle Beast (Transformer Beast Formers) sono degli action figures raffiguranti animali antropomorfi dotati di armature e accessori futuristici, prodotti in Giappone dalla Takara e commercializzati in occidente dalla statunitense Hasbro e dalle sue licenziatarie a partire dal 1984. Nascono come spin off dei robot Transformers, ma finiscono per vivere di vita propria.

### Generation 2 (1992 - 1994)
Nel 1992, per tentare di dare uno scossone al mercato, la Hasbro riprende i primi esemplari di G1 e li modifica e ricolora; oltre ai vecchi giocattoli ne appaiono alcuni nuovi, come un prototipo di Ironhide trasformabile in un hummer, o Megatron in versione tank (un M1 Abrams). La produzione viene interrotta nel 1994.

### Beast Wars/Beast Machines (1994 - 1999)
Dopo il parziale fallimento di Generation 2, la Hasbro decide di rinnovarsi e punta sulle trasformazioni animali; nasce la linea Beast Wars (in Italia Biocombat), con le sottocollezioni Transmetals, Fuzors e Mutants; nel 1997, all'apice del successo di Beast Wars, la Hasbro tenta di reintrodurre autoveicoli e velivoli con la collezione Machine Wars, che i fan snobbano quasi del tutto; nel 1998 viene avviata Beast Machines, che ha un buon successo ma non eccezionale.

### Car Robots/Robots in Disguise (2000-2001)
La Takara-Tomy, creatrice dei primi pezzi originali della serie e ancora oggi referente asiatica della Hasbro-Kenner, si fa avanti e produce una linea propria, Car Robots, che ha un gran successo. Ormai i Transformers sono pronti per tornare alle origini, e infatti gli Autobot sono tutti autoveicoli. Optimus Prime diventa un'autopompa dei vigili del fuoco, con la motrice separabile ed il resto che diventa una piccola base e un'armatura alla Ultra Magnus; quest'ultimo ricompare sempre con la forma di trasporto per auto, ma stavolta la sua figura è tutta intera ed originale, niente clone di Optimus con armatura. Con entrambi i modelli è possibile combinare i pezzi in Omega Prime. C'è spazio anche per due gestalt, Landfill (formato da 4 veicoli da costruzione) e Rail Racer (3 treni lampo giapponesi). L'ultimo pezzo è una ricolorazione di Fortress Maximus.
I cattivi sono ancora i Predacon, per non abbandonare del tutto le forme animali, ma i modelli sono pochissimi. Le loro forze vengono aumentate dai Decepticon, autoveicoli e velivoli in gran parte ripresi da vecchie collezioni; spiccano ricolorazioni dei Combacticon e di Laser Hero Optimus Prime, ribattezzato Black Convoy in Giappone e Scourge in America e dotato di un rimorchio-autocisterna trasformabile in una piattaforma d'attacco. I Combacticon possono di nuovo trasformarsi in Bruticus, ribattezzato Ruination. Megatron ha ben 6 forme e viene ricolorato in Galvatron, dando inizio ad una brutta abitudine della Hasbro, quella di riutilizzare i design all'interno della stessa linea.
Le vendite sono notevoli e la decisione viene presa: si riparte dall'inizio, da Generation 1.

### La trilogia di Unicron: Armada, Energon, Cybertron (2002-2006)

#### Armada
Per tornare alle origini guardando sempre in avanti, viene lanciata la linea Armada, che introduce l'idea dei Minicon; sono piccoli robot, fratelli minori di Autobot e Decepticon e desiderosi di stare lontani dalla guerra, ma essendo in grado di potenziare i membri delle due parti finiscono per farsi trascinare comunque nel conflitto. Incastrare un Minicon in punti appositi di Autobot e Decepticon sblocca delle armi speciali che rendono più interessante il gioco e infatti il numero di Minicon è spropositato, circa il doppio delle altre due fazioni unite. I Minicon vengono venduti insieme ad un fratello maggiore o separatamente a gruppi di 3.
Tornano i design di mezzi comuni o militari (con qualche eccezione) e tornano soprattutto i nomi legati al mito di G1; al momento di importare Armada in Giappone (chiamandola Micron Legend, dal nome giapponese dei Minicon), la Takara decide perfino di cambiarne molti con altri della stessa serie ma più rispondenti ai personaggi:
- Armada Red Alert, un paramedico, diventa Micron Legend Ratchet;
- Hot Shot (nome recente nato per CR/RiD) diventa Hot Rod;
- Cyclonus, ora un elicottero, diventa Sandstorm e così via.

Per seguire la tradizione che vuole che i leader degli Autobot abbiano nomi univoci, Armada Optimus Prime diventa Micron Legend Monster Convoy. Megatron è un grosso tank, Starscream un caccia come al solito, Thrust lo stesso, e Jetfire diventa uno space shuttle; Optimus può combinarsi con Jetfire, con il suo rimorchio e con Overload, un omaggio a Ultra Magnus (in Micron Legend si chiama proprio così).
Per omaggiare fino in fondo G1 viene prodotto per la prima volta il modello di Unicron, quasi identico all'originale completo di un suo Minicon, luci, suoni ed un cannone nel petto che distrugge e assorbe i resti delle vittime. Anche i Minicon possono combinarsi; quattro squadre di tre diventano una spada (Star Saber), uno scudo (Skyboom Shield), un fucile (Requiem Blaster) e un robot (Perceptor).
Le ricolorazioni si sprecano, tanto che molti non cambiano neppure nome; solo Megatron (Galvatron) e Starscream (Thundercracker e Skywarp). Un discorso a parte è Tidal Wave, un gigantesco incrociatore che si divide in tre pezzi combinabili con Megatron e Galvatron.

#### Energon
La collezione Energon (in Giappone Superlink) mette da parte i Minicon per dedicarsi soprattutto agli Autobot, che si combinano a coppie: ognuno può essere sia il sopra che il sotto. Esiste un raro modello di Optimus Prime capace di farlo, ma è una esclusiva giapponese; la versione normale di Optimus si unisce con i 4 veicoli del suo rimorchio (alla Voltron), con Wing Saber e con il gigante Omega Supreme, diviso in due pezzi ciascuno con 2 forme alternative e combinabili. Le forme diventano più spaziali ma sempre basate su mezzi di uso comune. I Decepticon hanno ricevuto forme nuove da Unicron: Megatron/Galvatron assomiglia a G1 Galvatron (l'edizione giapponese lo chiama a ragione solo Galvatron).
I nomi sono di nuovo vecchi marchi di fabbrica, e se Hot Shot non diventa più Hot Rod per la Takara, Rodimus è tradotto come Rodimus Convoy, e Downshift diventa Wheeljack (il design include la famosa testa con orecchie ad ali e niente bocca). Unicron viene ricolorato in nero, e si crea il personaggio di Alpha Q, modellato sui Quintessoni/Quintessenziani a 5 facce.

#### Cybertron
La Takara non resta a riposo e sforna la linea Galaxy Force, esportata nel mondo col nome Cybertron; ritornano i poteri speciali attivabili, ma i Minicon vengono sostituiti dalle cyber key, congegni da inserire in una specie di serratura. Ce ne sono 4 modelli, legati a quattro pianeti abitati in segreto dai Transformers: la Terra, Velocitron (Speed Planet), Animatron (Beast Planet) e Gigantion (Giant Planet). I Minicon sono comunque presenti.
Optimus Prime detiene il record delle combinazioni; si unisce con il rimorchio (che ha una modalità volo), con Wing Saber e con Leo Breaker che diventa il suo braccio destro. Megatron/Galvatron sostituisce il braccio sinistro con Nemesis Breaker, ricolorazione di Leo Breaker.
Viene anche realizzata la prima figure di Primus, il creatore dei Transformers; le quattro cyber key si inseriscono nell'Omega Lock per sbloccare le armi speciali di Primus, in forma robot, o di pianeta Cybertron, o di base spaziale.

### Universe
La continuity di questa collezione è stata creata da volonterosi fan che bazzicano abitualmente le convention sui Transformers, e narra di un complotto da parte di Unicron per crearsi un nuovo esercito reclutando tra tutte le possibili realtà; Primus non resta indietro ed incarica Alpha Trion di fare lo stesso.
La linea non presenta alcun mold originale, ma sono tutti recolor di mold preesistenti, partendo da alcuni mold G1 usciti ai tempi solo in Europa fino ad Armada. Negli anni a seguire, la linea conterrà anche vari mold da Energon e Cybertron reinscatolati e identici alle versioni originali.
- Silverbolt (redeco di Beast Wars Silverbolt)
- Snarl (redeco di Beast Machines Snarl)
- Striker (redeco di Beast Wars Neo Saberback)
- Inferno (Deluxe, redeco di Robots in Disguise Prowl)
- Ratchet (redeco di Robots in Disguise X-Brawn)
- Triceradon (redeco di Beast Wars Neo Guiledart)
- Skydive (redeco di Beast Machines Skydive)
- Fireflight (redeco di Beast Machines Spy Streak) con Firebot (redeco di Armada Firebot) e Thunderwing (redeco di Armada Thunderwing)
- Air Raid (redeco di G2 Air Raid)
- Swerve (redeco di Armada Blurr) con Roadhandler (redeco di Armada Incinerator)
- Longhorn (redeco di Beast Wars Ramulus)
- Night Slash Cheetor (redeco di Beast Machines Night Slash Cheetor)
- Optimus Primal (redeco di Beast Wars Optimus Primal)
- Depthcharge (redeco di Beast Wars Depth Charge)
- King Atlas (redeco di G1 Skyquake)
- Whirl (redeco di G1 Rotorstorm) con Makeshift (redeco di Armada Makeshift) e Gunbarrel (redeco di Armada Gunbarrel)
- Stockade (redeco di Beast Machines Tank Drone) e Magna Stampede (redeco di Beast Machines Battle Unicorn) con Prowl (Mini-Con, redeco di Armada Prowl) e Terradive (redeco di Armada Terradive)
- Crystal Widow (redeco di Beast Machines Blackarachnia)
- Smokescreen (redeco di Armada Smokescreen) con Liftor (redeco di Armada Liftor)
- Ultra Magnus (Deluxe, redeco di Armada Deluxe Optimus Prime) con Over-Run (redeco di Armada Over-Run)
- Optimus Prime (Ultra, redeco di Robots in Disguise Optimus Prime)
- Ultra Magnus (Ultra, redeco di Robots in Disguise Ultra Magnus)
- Repugnus (redeco di Beast Wars Buzzclaw)
- Optimus Prime (Spychanger, redeco di Robots in Disguise Spychanger Optimus Prime) e Prowl (Spychanger, redeco di Robots in Disguise Prowl II)
- Side Burn (redeco di Robots in Disguise Side Burn)
- Prowl (Deluxe, redeco di Robots in Disguise Prowl)
- Ultra Magnus (Spychanger, redeco di Robots in Disguise Spychanger Ultra Magnus) e Ironhide (redeco di G2 Motormouth)
- Roulette (retool di Robots in Disguise Side Burn)
- Sideswipe (redeco di Robots in Disguise Prowl)
- Sunstreaker (redeco di Robots in Disguise Prowl)
- Sentinel Maximus (redeco di Armada Overload) con Apelinq (redeco di Armada Rollout)

- Reptilion (redeco di Beast Wars Transmetal 2 Iguanus)
- Blackarachnia (redeco di Beast Machines Blackarachnia)
- Skywarp (redeco di Beast Machines Jetstorm)
- Nemesis Strika (redeco di Beast Machines Strika)
- Wind Sheer (redeco di G2 Hooligan)
- Frostbite (redeco di Beast Wars Jawbreaker)
- Blastcharge (redeco di Beast Machines Blastcharge)
- Razorclaw (redeco di Beast Wars Tigerhawk)
- Tankor (redeco di Beast Machines Tankor) e Obsidian (redeco di Beast Machines Obsidian)
- Soundwave (redeco di G1 Stalker) e Space Case (redeco di G2 Space Case)
- Oil Slick (redeco di Armada Sideswipe)
- Ransack (redeco di Armada Hoist) con Refute (redeco di Armada Refute)
- Treadshot (retool di Armada Sideswipe) con Nightbeat (redeco di Armada Nightbeat)
- Nemesis Prime (redeco di Beast Wars Neo Big Convoy)
- Overbite (redeco di Beast Wars II Hellscream)
- Long Haul (redeco di Robots in Disguise Heavy Load) e Hightower (redeco di Robots in Disguise Hightower)
- Bonecrusher  (redeco di Robots in Disguise Wedge) e Scavenger (redeco di Robots in Disguise Grimlock)
- Ramjet (redeco di Armada Skywarp) con Thunderclash (redeco di Armada Thunderclash), Terradive (redeco di Armada Terradive), Gunbarrel (redeco di Armada Gunbarrel) e Thunderwing (redeco di Armada Thunderwing)
- Ruination (redeco di Robots in Disguise Ruination)
- Sunstorm (redeco di Armada Thrust) con Inferno (Mini-Con, redeco di Armada Inferno)
- Shadow Striker (redeco di Roulette)
- Megazarak (redeco di Armada Megatron) con Caliburn (redeco di Armada Leader-1)

## Film
Quando la Hasbro contatta il regista Michael Bay per dirigere Transformers, lo staff della ditta lavora a stretto contatto con Bay per creare le forme dei robot; molti personaggi non inclusi nelle pellicole verranno inseriti nelle linee, note come Movie (il primo film), Revenge of the Fallen (il seguito) e Dark of the Moon (il terzo). A partire dal quarto film, le linee vengono separate in due: una, col nome del film (Age of Extinction e The Last Knight), presenta unicamente giocattoli dal design semplice per i bambini più piccoli, mentre l'altra, nota prima come Generations e poi come Premier Edition, contiene i classici formati Deluxe, Voyager e Leader.

### Transformers (2007)
- Bumblebee (Legends)
- Jazz (Legends)
- Ratchet (Legends)
- Protoform Optimus Prime
- Bumblebee (Deluxe, Camaro 76)
- Jazz (Deluxe)
- Ratchet (Voyager)
- Optimus Prime (Leader)
- Optimus Prime (Legends)
- Ironhide (Voyager)
- Arcee
- Bumblebee (Deluxe, Camaro Concept)
- Optimus Prime (Voyager)
- Final Battle Jazz (retool di Deluxe Jazz)
- Longarm
- Rescue Ratchet (redeco di Ratchet)
- Evac (retool di Voyager Blackout)
- Offroad Ironhide (redeco di Voyager Ironhide)
- First Strike Optimus Prime (redeco di Voyager Optimus Prime)
- Nightwatch Optimus Prime (redeco di Leader Optimus Prime)
- Camshaft (redeco di Swindle)
- Cliffjumper (redeco di Deluxe Camaro Concept Bumblebee)
- Landmine
- Stealth Bumblebee (redeco di Deluxe Camaro Concept Bumblebee)
- Salvage (redeco di Dropkick)
- Premium Series Ironhide (redeco di Voyager Ironhide)
- Premium Series Optimus Prime (retool di Leader Optimus Prime)
- Ultimate Bumblebee

- Barricade (Legends)
- Protoform Starscream
- Barricade (Deluxe)
- Wreckage
- Brawl (Deluxe)
- Scorponok (Deluxe)
- Blackout (Voyager)
- Megatron (Legends)
- Bonecrusher
- Swindle
- Starscream (Voyager)
- Megatron (Leader)
- Blackout (Legends)
- Starscream (Legends)
- Dreadwing
- Megatron (Voyager)
- Brawl (Leader)
- Payload
- Thundercracker (retool di Voyager Starscream)
- Recon Barricade (redeco di Deluxe Barricade)
- Dropkick
- Incinerator
- Deep Desert Brawl (redeco di Leader Brawl)
- Premium Series Blackout (redeco di Voyager Blackout)
- Premium Series Megatron (redeco di Leader Megatron)
- Overcast (redeco di Dreadwing)
- Jungle Bonecrusher (redeco di Bonecrusher)
- Premium Series Barricade (redeco di Deluxe Barricade)

- Cliffjumper (redeco di Legends Bumblebee) e Recon Barricade (redeco di Legends Barricade)
- Jazz (redeco di Legends Jazz) e Bonecrusher (Legends)
- Rescue Ratchet (redeco di Legends Ratchet) e Brawl (Legends)
- Ironhide (Legends) e Desert Blackout (redeco di Legends Blackout)
- Nightwatch Optimus Prime (redeco di Legends Optimus Prime) e Stealth Starscream (redeco di Legends Starscream)
- Bumblebee (redeco di Legends Bumblebee) e Scorponok (Legends)
- Battle Jazz (redeco di Legends Jazz) e Ice Megatron (redeco di Legends Megatron)

### Revenge of the Fallen
- Bumblebee (Legends)
- Optimus Prime (Legends)
- Jetfire (Legends)
- Springer (Legends)
- Knock Out
- Rollbar
- Bumblebee (Deluxe, retool di 2007 Deluxe Camaro Concept Bumblebee)
- Sideswipe (Deluxe)
- Breakaway
- Ironhide (retool di 2007 Voyager Ironhide)
- Optimus Prime (Voyager, redeco di 2007 Voyager Optimus Prime)
- Human Alliance Bumblebee
- Optimus Prime (Leader)
- Ratchet (Legends, redeco di 2007 Legends Ratchet)
- Depth Charge
- Sideswipe (Legends)
- Chromia
- Skids (Legends)
- Wheelie (Legends)
- Smokescreen (redeco di 2007 Deluxe Jazz)
- Desert Tracker Ratchet (redeco di 2007 Voyager Ratchet)
- Jetfire (Leader)
- Human Alliance Sideswipe
- Enforcer Ironhide (redeco di 2007 Legends Ironhide)
- Mudflap (Legends)
- Dune Runner
- Cannon Bumblebee
- Mudflap (Deluxe)
- Human Alliance Skids
- Recon Bumblebee (redeco di Legends Bumblebee)
- Skids (Legends)
- Nightbeat (redeco di Scout Dead End)
- Blazemaster
- Jolt (Deluxe)
- Skids e Mudflap (camioncino dei gelati)
- Stratosphere
- Power Armor Optimus Prime (redeco di Legends Optimus Prime)
- Bluesteel Sideswipe (redeco di Legends Sideswipe)
- Wheelie (Legends)
- Wideload (redeco di Rollbar)
- Arcee (Deluxe)
- Swerve (retool di Deluxe Sideswipe)
- Human Alliance Mudflap
- Arcee (Legends)
- Stealth Bumblebee (redeco di Legends Bumblebee)
- Jolt (Legends)
- Scattorshot
- Gears (redeco di 2007 Stockade)
- Recon Ironhide (retool di 2007 Voyager Ironhide)
- Armorhide (redeco di 2007 Landmine)
- Alliance Bumblebee (redeco di Deluxe Bumblebee)
- Tuner Mudflap (redeco di Deluxe Mudflap)
- Defender Optimus Prime (redeco di 2007 Voyager Optimus Prime)
- Brawn
- Ratchet (Deluxe)
- Strike Mission Sideswipe (redeco di Deluxe Sideswipe)
- Evac (retool di Blazemaster)

- Dead End[3] (Scout)
- Dirt Boss
- Soundwave (Deluxe)
- Sideways (Deluxe)
- Rampage
- Starscream (Voyager)
- Megatron (Leader)
- Megatron (Legends)
- Starscream (Legends, redeco di 2007 Legends Starscream)
- Ransack
- Deep Desert Brawl (redeco di 2007 Deluxe Brawl)
- The Fallen (Voyager)
- The Fallen (Legends)
- Grindor (Legends, redeco di 2007 Legends Blackout)
- Reverb (redeco di Knock Out)
- Scalpel
- Interrogator Barricade (retool di 2007 Deluxe Barricade)
- Ravage
- Megatron (Voyager)
- Mixmaster
- Shadow Command Megatron (redeco di Leader Megatron)
- Sideways (Legends)
- Tankor (redeco di 2007 Legends Brawl)
- Ejector
- Dead End (Deluxe, retool di Deluxe Sideways)
- Human Alliance Barricade
- Soundwave (Legends)
- Brakedown
- Sonar (redeco di Depthcharge)
- Stalker Scorponok (redeco di 2007 Deluxe Scorponok)
- Grindor (Voyager, redeco di 2007 Voyager Blackout)
- Long Haul
- Devastator
- Divebomb (redeco di Ransack)
- Skystalker
- Thrust (retool di Breakaway)
- Bludgeon
- Dirge
- Mindwipe
- Lockdown
- Rampage (redeco di Rampage)

### Hunt for the Decepticons
Hunt for the Decepticons è una sottolinea del 2010 che fa da espansione alla linea del secondo film.
- Cyberfire Bumblebee (redeco di Revenge of the Fallen Legends Bumblebee)
- Firebust Optimus Prime (redeco di Revenge of the Fallen Legends Optimus Prime)
- Backfire (redeco di Revenge of the Fallen Knock Out)
- Hubcap
- Battle Blade Bumblebee
- Ironhide
- Night Ops Ratchet (redeco di 2007 Voyager Ratchet)
- Sea Spray
- Optimus Prime (retool di Revenge of the Fallen Leader Optimus Prime)
- Tracker Hound (redeco di Universe 2.0 Legends Hound)
- Sandstorm (redeco di Universe 2.0 Beachcomber)
- Breacher
- Elita-1 (redeco di Revenge of the Fallen Chromia)
- Tuner Skids (Deluxe, redeco di Revenge of the Fallen Deluxe Skids)
- Sidearm Sideswipe
- Battle Blades Optimus Prime
- Battle Ops Bumblebee
- Human Alliance Bumblebee (redeco di Revenge of the Fallen Human Alliance Bumblebee)
- Human Alliance Jazz
- Tuner Skids (Legends, redeco di Revenge of the Fallen Legends Skids)
- Firetrap (redeco di Revenge of the Fallen Scattorshot)
- Electrostatic Jolt (redeco di Revenge of the Fallen Deluxe Jolt)
- Tomahawk
- Highbrow
- Shadow Blade Sideswipe (redeco di Revenge of the Fallen Human Alliance Sideswipe)
- Rescue Ratchet (redeco di Revenge of the Fallen Deluxe Ratchet)

- Rampage
- Ravage
- Crankstart (redeco di Revenge of the Fallen Dune Runner)
- Brimstone
- Jetblade (redeco di Revenge of the Fallen Dirge)
- Sea Attack Ravage (redeco di Revenge of the Fallen Ravage)
- Payload (redeco di Revenge of the Fallen Long Haul)
- Starscream
- Long Haul
- Override (redeco di Revenge of the Fallen Legends Sideways)
- Insecticon
- Oil Pan (redeco di Revenge of the Fallen Brakedown)
- Hailstorm
- Banzaitron (redeco di Revenge of the Fallen Bludgeon)
- Duststorm (redeco di Revenge of the Fallen Springer)
- Sunspot (redeco di Revenge of the Fallen Skystalker)
- Terradive
- The Fallen (retool di Revenge of the Fallen Voyager The Fallen)
- Axor (retool di Revenge of the Fallen Lockdown)

### Dark of the Moon
- Bumblebee (Legion, retool di Revenge of the Fallen Legends Bumblebee)
- Sideswipe (Legion)
- Skids (Legion, retool di Revenge of the Fallen Legends Skids)
- Topspin (Legion)
- Optimus Prime (Commander)
- Ironhide (Commander)
- Sentinel Prime (Commander)
- Ark e Roller
- Bumblebee (redeco di Legion Bumblebee) con Mobile Battle Bunker
- Bumblebee (Deluxe)
- Skids (Deluxe)
- Roadbuster (Deluxe)
- Ratchet (Deluxe)
- Ironhide (Voyager)
- Optimus Prime (Voyager)
- Sentinel Prime (Leader)
- Bumblebee (Leader)
- Backfire
- Sandstorm
- Thunderhead
- Human Alliance Bumblebee (redeco di Revenge of the Fallen Human Alliance Bumblebee)
- Human Alliance Skids (redeco di Revenge of the Fallen Human Alliance Skids)
- Bolt Bumblebee (redeco di Legion Bumblebee)
- Leadfoot
- Mudflap (Legion)
- Ratchet (Legion)
- Powerglide
- Optimus Prime (redeco del Commander) con Armored Weapons Platform
- Jolt
- Sideswipe (Deluxe)
- Topspin (Deluxe)
- Skyhammer
- Ironhide (Leader)
- Ultimate Optimus Prime
- Whirl
- Tailpipe
- Human Alliance Roadbuster
- Human Alliance Leadfoot
- Stealth Bumblebee (redeco di Legion Bumblebee)
- Flak
- Roadbuster (Legion)
- Battle Steel Optimus Prime (redeco di Commander Optimus Prime)
- Ratchet (redeco del Legion) con Lunar Crawler
- Nitro Bumblebee
- Mudflap (Deluxe)
- Fireburst Optimus Prime (redeco di Voyager Optimus Prime)
- Sentinel Prime (Voyager)
- Half-Track (redeco di Sandstorm)
- Guzzle
- Dark Sentinel Prime (redeco di Commander Sentinel Prime)
- Cyberfire Bumblebee (redeco di Deluxe Bumblebee)
- Specialist Ratchet (redeco di Deluxe Ratchet)
- Cannon Force Ironhide (redeco di Voyager Ironhide)
- Crosshairs (redeco di Thunderhead)
- Reverb
- Air Raid
- Armor Topspin (redeco di Deluxe Topspin)
- Wheeljack

- Barricade (Legion, retool di 2007 Legends Barricade)
- Crankcase (Legion)
- Megatron (Commander)
- Starscream (Legion, retool di 2007 Legends Starscream) con Orbital Assault Carrier)
- Crankcase (Deluxe)
- Starscream (Deluxe)
- Megatron (Voyager)
- Icepick
- Crowbar
- Blackout
- Megatron (redeco del Commander) con Blastwave Weapons Base
- Barricade (Deluxe)
- Shockwave (Voyager)
- Starscream (Legion da solo)
- Hatchet
- Shockwave (Commander) con Fusion Tank
- Laserbeak
- Thundercracker (redeco di Deluxe Starscream)
- Drag Strip
- Human Alliance Soundwave
- Soundwave (Legion)
- Darksteel (retool di Deluxe Sideswipe)
- Soundwave (Deluxe)

### Age of Extinction
- High Octane Bumblebee
- Crosshairs
- Slug
- Scorn
- Evasion Mode Optimus Prime
- Grimlock (Voyager)
- Optimus Prime
- Grimlock (Leader)
- Strafe
- Drift (Deluxe)
- Slash
- Hound
- Bumblebee
- Snarl
- Hot Shot (redeco di Crosshairs)
- Slog
- Drift (Voyager, retool di Dark of the Moon Skyhammer)

- Lockdown
- Galvatron

### The Last Knight
- Bumblebee (Legion, redeco di Dark of the Moon Legion Bumblebee)
- Grimlock (Legion, redeco di Prime Rippersnapper)
- Optimus Prime (Legion, redeco di Revenge of the Fallen Legends Optimus Prime)
- Bumblebee (Deluxe, redeco dell'Age of Extinction)
- Slash (redeco dell'Age of Extinction)
- Optimus Prime (Voyager)
- Grimlock (Voyager, redeco dell'Age of Extinction)
- Optimus Prime (Leader, redeco dell'Age of Extinction)
- Crosshairs (Legion)
- Drift (Legion)
- Drift (Deluxe)
- Sqweeks
- Slug (redeco dell'Age of Extinction)
- Steelbane
- Hound (Voyager)
- Dragonstorm (Leader)
- Hound (Legion)
- Dragonstorm (Legion)
- Bumblebee (Deluxe, nuovo mold)
- Crosshairs (Deluxe)
- Strafe (redeco dell'Age of Extinction)
- Scorn
- Cogman
- Hot Rod (retool di Age of Extinction Lockdown)

- Barricade (Legion, retool di Prime Legion Smokescreen)
- Barricade (Deluxe)
- Berserker
- Megatron (Leader)
- Megatron (Legion)
- Megatron (Voyager)
- Nitro